# Bocchoris albipunctalis
Bocchoris albipunctalis là một loài bướm đêm trong họ Crambidae.